# Concentration (film 1914)
Concentration è un cortometraggio muto del 1914 diretto da Anthony O'Sullivan. Tra gli interpreti, appaiono i nomi di Claire McDowell e Harry Carey.

## Produzione
Il film fu prodotto dalla Biograph Company.

## Distribuzione
Distribuito dalla General Film Company, il film - un cortometraggio in una bobina - uscì nelle sale cinematografiche statunitensi il 12 gennaio 1914.
Non si conoscono copie ancora esistenti della pellicola che viene considerata presumibilmente perduta.